# Сводно-Казачий лейб-гвардии полк

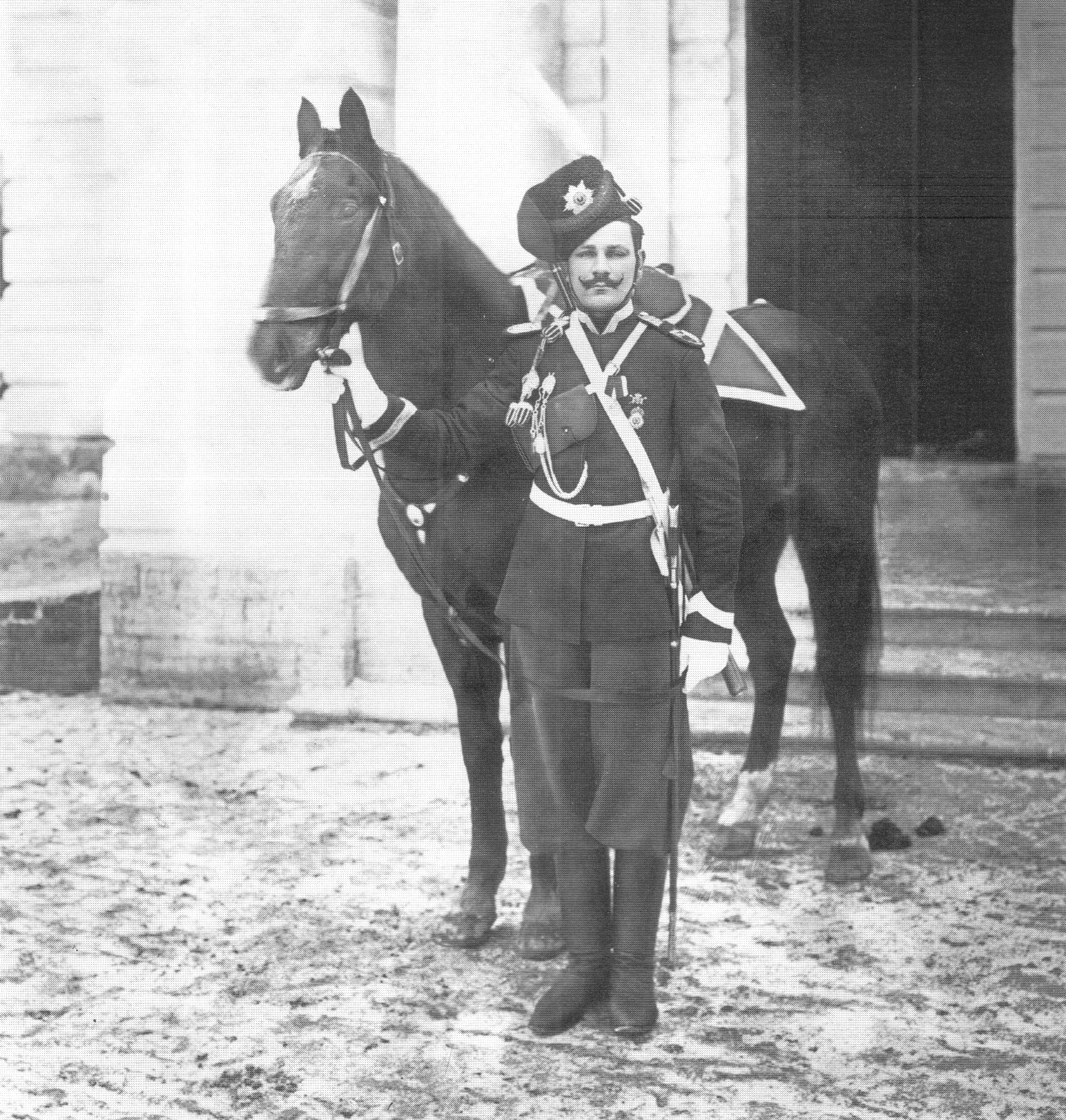
Урядник Сибирской полусотни 3-й сотни Лейб-гвардии Сводно-Казачьего полка, Павловск, 1 января 1914 года.

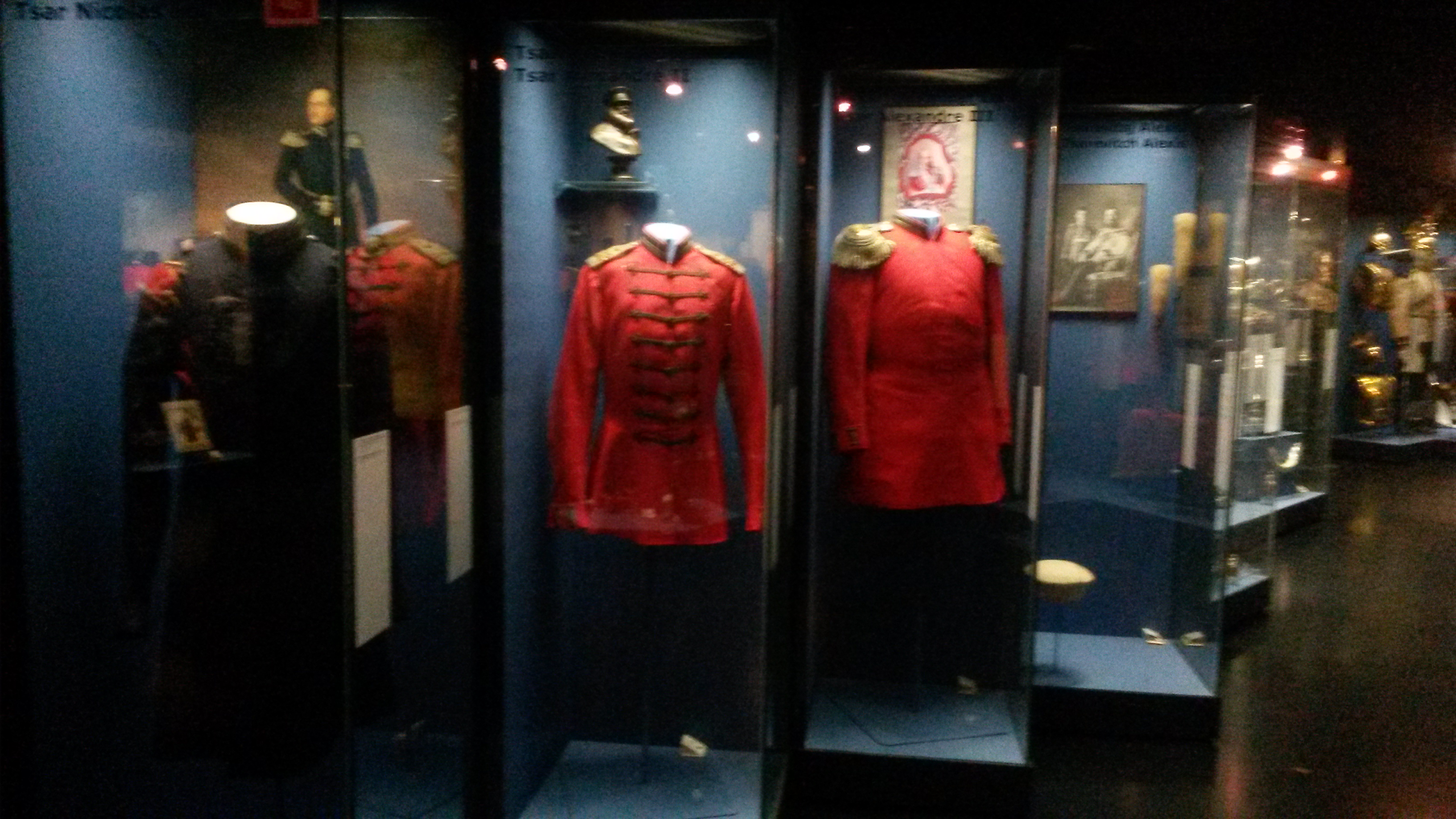
Казачьи мундиры российских императоров Николая I, Александра II, Александра III из собрания полкового музея лейб-гвардии Сводно-Казачьего полка, в настоящее время находящиеся на хранении в Бельгийском музее королевской армии и военной истории, Брюссель, Бельгия.

Лейб-гвардии Сводно-Казачий полк — гвардейский казачий полк, в котором были собраны представители казачьих войск, отсутствовавших в других гвардейских казачьих полках: лейб-гвардии Казачьем и Атаманском полках (Донское казачье войско) и Собственном Его Императорского Величества Конвое (Кубанское и Терское казачьи войска). 
Особенностью данного лейб-гвардейского полка было отсутствие единой полковой формы одежды — представители каждого казачьего войска носили форму одежды с элементами и различиями, присвоенными этим войскам. Казаки полка осуществляли часть мероприятий по охране императора в конвое при передвижениях, в том числе когда он следовал со своей семьёй. Полковой праздник: 6 апреля, в день Святого Евтихия. Казачьи казармы находились на углу улицы Караванной и Манежной площади (рядом с Михайловским Манежем). Здание, в котором размещались казармы и церковь лейб-гвардии Сводно-Казачьего полка, было реконструировано в 20-х годах XIX века, по проекту архитектора К. И. Росси. Сибирская полусотня дислоцировалась в городе Павловск под Санкт-Петербургом.

## История
- 27 мая 1906 года — В знак благодарности казачьим формированиям за подавление волнений и беспорядков 1905 года учреждён Лейб-гвардии Сводно-Казачий полк. На сформирование 1-й сотни была обращена лейб-гвардии Уральская казачья Его Величества сотня.

«1906 г. мая 27. Повелено сформировать Л.-Гв. Сводно-казачий полк, взяв: по одной сотне от Уральского и Оренбургского казачьих войск, по полусотне от Сибирского и Забайкальского и по взводу от Астраханского, Семиреченского, Амурского и Уссурийского казачьих войск. Лейб-гвардии Уральскую Казачью Его Величества сотню обратить на сформирование 1-й сотни полка.
- 14 июля 1906 года — В составе полка образованы 2-я Оренбургская, 3-я (Сибирская полусотня, Семиреченский и Астраханский взводы) и 4-я (Забайкальская полусотня, Амурский и Уссурийский взводы) Сводные сотни.
- 9 августа 1906 года — 1-я сотня наименована 1-й Уральской Его Величества сотней. Полку дарованы права старой гвардии. Шефом полка стал Император Николай II.
- 28 октября 1906 года — окончание сформирования полка.
- 2 апреля 1911 года — 4-я Сводная сотня переименована в 4-ю Приамурскую сотню.
- 1914 год — полк принимал участие в Варшавско-Ивангородской и Лодзинской операциях.
- 1915 год — Полк принимал участие в Праснышненской операции и в боевых действиях в районе г. Холм.
- Август — октябрь 1915 года — Полк состоял в конвое Верховного Главнокомандующего.
- 1916 год — Полк принимал участие в Ковельской операции и в боях на р. Стоход.
- 13 апреля 1916 года — Полк причислен к Сводной гвардейской кавалерийской дивизии.
- 1917 год — Полк вел боевые действия в районе р. Стоход.
- Август 1917 года — Полк находился на позициях у р. Порынь.
- Март 1918 года — Фактическое расформирование полка.

В августе 1919 года в городе Омск при штабе Сибирского казачьего корпуса из казаков, ранее служивших в лейб-гвардии Сводном казачьем полку, сформировали Отдельную Атаманскую сотню. Эта сотня под командованием подъесаула С. А. Огаркова отличилась 9 сентября 1919 года в боях с красными у станицы Пресновской на Восточном фронте. С. А. Огарков получил за этот бой орден Святого Георгия 4-й степени из рук Верховного Главнокомандующего Русской Армией адмирала А. В. Колчака Два бойца из этой сотни также получили Георгиевские кресты. В январе 1920 года, после отступления белых частей от Омска, сотня фактически перестала существовать.

## Командующие полком
- полковник (с 31.05.1907 года — генерал-майор) Жигалин, Леонид Иванович — с 28 июля 1907 по 22 сентября 1911 года.
- полковник (с 8.11.1912 года — генерал-майор Свиты Его Императорского Величества) граф Граббе, Михаил Николаевич — c 22 сентября 1911 по 14 января 1915 года.
- полковник (с 22.03.1915 года — генерал-майор) Богаевский, Африкан Петрович — c 14 января 1915 по 4 октября 1915 года.
- полковник Войлошников, Павел Иванович — временно, с 4 по 27 октября 1915 года.
- полковник Бородин, Николай Николаевич — c 27 октября 1915 по март 1918 года.

## Шеф полка
Шеф или почётный командир полка:
- Его Императорское Величество Государь Император Николай II, с 1894 года Ноября 2 (числиться в списках полка с 1868 года Мая 6).

## Полковая форма

### Погоны
- 1-я Уральская Е. В. сотня — малиновый с белой,
- 2-я Оренбургская сотня — светло-синий с белой,
- 3-я Сводная сотня (Сибирская полусотня 3-й сотни — алый с белой,Астраханский взвод 3-й сотни — оранжевый с белой,Семиреченский взвод 3-й сотни — малиновый с белой),
- 4-я Приамурская сотня (Забайкальская полусотня 4-й сотни, Амурский взвод, Уссурийский взвод 4-й сотни) — оранжевый с белой выпушкой.

### Мундир
Общеказачья форма.
Прибор у всех серебряный. В 1-й Уральской Е. В. сотне — накладной вензель HII серебряный.

### Подбор людей и лошадей
Полк укомплектовывался рослыми брюнетами с небольшими усами, 4-я сотня — бородатыми. Масти коней различались по сотням: 1-я сотня — гнедые, 2-я сотня — серые, 3-я сотня — гнедые, 4-я сотня — наполовину гнедые, наполовину серые.

## Полковое знамя
2 января 1898 года. Юбилейный штандарт образца 1883. Полотнище, кайма малиновые, шитье серебряное. Навершие образца 1857 (Гвардейское) высеребренное. Древко темно-зеленое с высеребренными желобками. «1798-1883-1898». Св. Евтихий. Андреевская юбилейная лента «1898 ГОДА» «1798 г. ЛЕЙБЪ УРАЛЬСКАЯ СОТНЯ / 1883 г. ЛЕЙБЪ ГВАРДІИ УРАЛЬCKIЙ КАЗАЧІЙ ЭСКАДРОНЪ». Состояние идеальное. Судьба неизвестна.